# Anemone henryi
Anemone henryi là một loài thực vật có hoa trong họ Mao lương. Loài này được Oliv. mô tả khoa học đầu tiên năm 1887.